# Jizchak Schwersenz

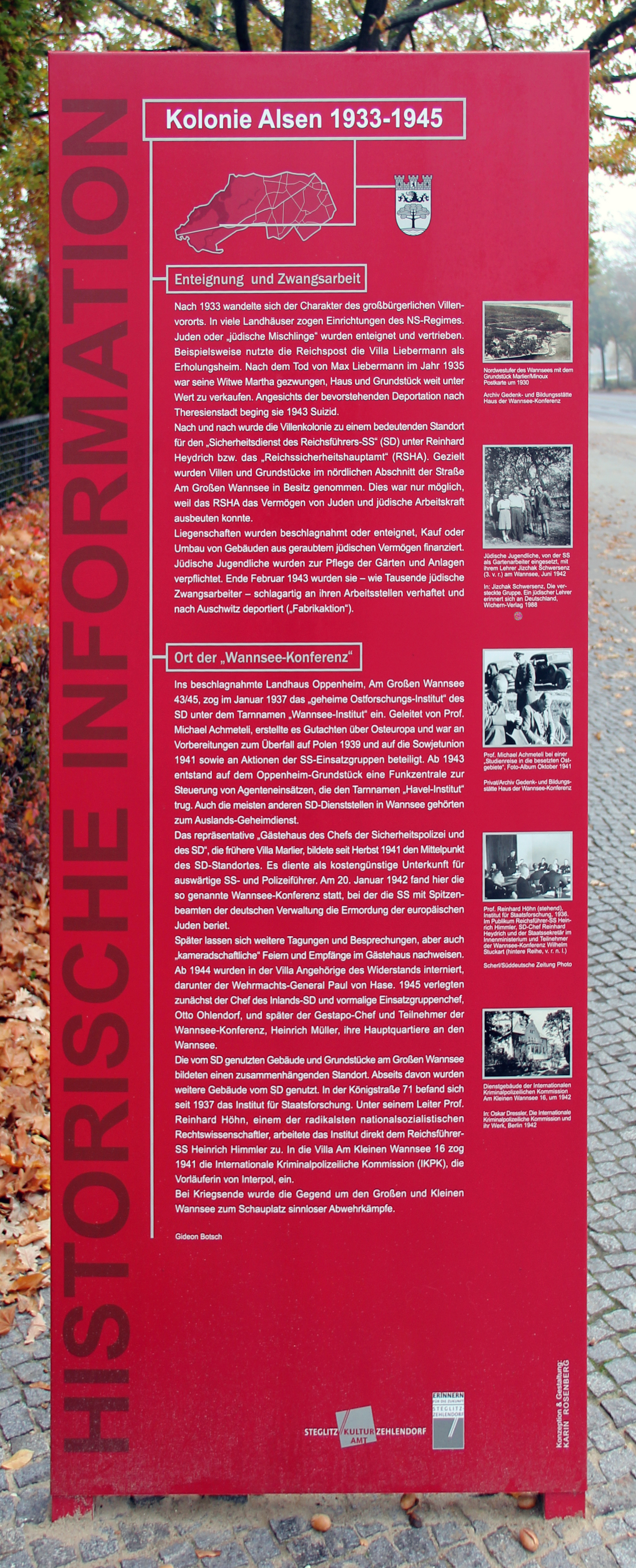
Gedenktafel am Haus, Königstraße 4B, in Berlin-Wannsee

Jizchak Schwersenz (geboren 30. Mai 1915 in Berlin als Hans-Joachim Schwersenz; gestorben 1. Juni 2005 ebenda) war ein Lehrer und jüdischer Widerstandskämpfer gegen den Nationalsozialismus.

## Leben
Schwersenz wurde als Sohn jüdischer Kaufleute geboren. Er war seit seiner Kindheit in der zionistischen Jugendbewegung, zuerst in dem religiös-orthodoxen Jugendbund Esra, dann ab seinem dreizehnten Lebensjahr dem jüdischen Pfadfinderbund Kadima.
Kurz vor seinem Abitur an einem Realgymnasium befand er sich mit einer Jugendgruppe in Holland, wo er von der „Machtergreifung“ der Nationalsozialisten überrascht wurde. Aus Angst vor der Gestapo blieb er in Holland, um dort den Gemüseanbau für Palästina zu lernen.
Von Holland kehrte Schwersenz 1935 auf Bitten Josef Burgs, des Leiters des „Bundes religiöser Pioniere“, zurück nach Deutschland und übernahm Leitungsaufgaben in jüdischen Jugendgruppen. Er betreute in Köln ein Heim der Jüdischen Jugendhilfe und besuchte parallel dazu bis Ende 1936 die Jüdische Religionsakademie, ein ehemaliges Lehrer-Seminar.
Im Januar 1937 ging Schwersenz als Vertretungslehrer für eine beurlaubte Lehrerin an das Jüdische Landschulheim Herrlingen. Er war begeistert von der Person Hugo Rosenthals, der zionistischen Atmosphäre der Einrichtung und dem fortschrittlichen erzieherischen Geist der Einrichtung. „Besonderen Eindruck machten auf mich, als traditionell-jüdischen Menschen, die Bemühungen um eine modern-religiöse Erziehung.“ Von Rosenthal erhielt er den Rat, die Schule wieder zu verlassen, um nach Berlin zu gehen, dort das Abitur nachzumachen und an der Jüdischen Lehrerbildungsanstalt die Lehrbefähigung für die Grundschule zu erwerben.
Schwersenz folgt diesem Rat und holt an der Adass-Jisroel-Gymnasium das Abitur nach, um anschließend an der Jüdischen Lehrerbildungsanstalt zu studieren. Ende Februar 1939 legt er das Lehrerexamen ab.
Parallel zu Schule und Studium war Schwersenz seit 1938 aktiv in der Organisationen der Kinder- und Jugend-Alijah und beim zionistischen Pfadfinderbund Makkabi Hazair. 1939 wird er der Leiter der Jugend-Alijah-Schule in der Choriner Straße 74 in Berlin. „Ende 1941, bei einer gemeinsamen Feier von Simchat Thora, dem letzten Fest der Herbstfeiertage, hatte Jizchak Schwersenz die schwere Aufgabe, seinen Schülern Mitteilung vom bevorstehenden Beginn der Deportationen zu machen. Mit Beginn der Deportationen schloß die Schule. Es gelang ihm allerdings, einen Teil der Schüler in der als ‚Gartenbauschule Wannsee‘ getarnten Außenstelle der Schule in einem Nebengebäude des Landhauses Oppenheim bis 1942 weiter zu unterrichten. Danach wurde jeglicher Unterricht für Juden verboten. Schüler wie Lehrer wurden zu Zwangsarbeit verpflichtet.“
Jizchak Schwersenz arbeitete in der Großküche der jüdischen Gemeinde und transportierte das Essen in die Sammellager und Fabriken, in denen Juden Zwangsarbeit leisten mussten. Als ihm im August 1942 die Deportation drohte, ging er auf Drängen Edith Wolffs in den Untergrund. Die beiden versammelten im Februar 1943 jüdische Jugendliche aus seinem ehemaligen Schülerkreis und der zionistischen Jugendbewegung um sich, um sie auf ein Leben in der Illegalität vorzubereiten. „Diese Gruppe, die bald vierzig Mitglieder umfasst, nennt sich Chug Chaluzi (Pionierkreis). Sie ist die einzige bisher bekannte zionistische Untergrund-Gruppe, die in Deutschland in dieser Form besteht, und kann sich länger als ein Jahr am Leben halten. Die Mitglieder eint der Wille ‚durchzuhalten‘, die Deportierten in den Lagern des Ostens zu unterstützen und zu versuchen, sich durch die Flucht ins Ausland zu retten.“
Am 23. Februar 1944 gelang Schwersenz mit Unterstützung von Luise Meier und Herbert Strunck die Flucht von Singen (Hohentwiel) nach Schaffhausen in der Schweiz (Singener Fluchtroute). Die beiden Fluchthelfer werden später für diese und weitere Unterstützungsaktionen schwer bestraft: Herbert Strunck wurde zum Tode verurteilt und hingerichtet, Luise Meier verhaftet und erst durch die Amerikaner befreit.
Schwersenz wurde in der Schweiz zunächst unter dem Verdacht der Spionage inhaftiert. Die Jüdische Kultusgemeinde Schaffhausen konnte jedoch seine Freilassung erwirken. Er wurde in ein Flüchtlingslager bei Zürich eingewiesen. Im Februar 1944 unterstützte er von dort aus zionistische Jugendgruppen, die in Deutschland im Untergrund arbeiteten. In seiner Zeit im Schweizer Exil erhielt er den Fahrtennamen Zick. Durch die Unterstützung von Nathan Schwalb konnte Schwersenz in Zürich Geschichte, Geographie und Pädagogik studieren und auf diese Weise auch das Flüchtlingslager verlassen. Nach seinem Abschluss 1949 arbeitete er als Lehrer bei der Israelitischen Kultusgemeinde Zürich. Schon während seines Studiums baute er den zionistischen „Bund jüdischer Pfadfinder der Schweiz“ auf. Ab 1946 betreute er Waisen der Shoa.
1953 wanderte er nach Israel aus und arbeitete dort bei den Pfadfindern. Er war als Lehrer tätig und engagierte sich in der deutschsprachigen Gemeinde in Haifa und im Verein der Jeckes, wie die jüdischen Einwanderer aus Deutschland genannt wurden. Er unterrichtete jüdische und arabische Jugendliche, so dass sich sein Haus zu einem Treffpunkt für Jugendliche jeder Herkunft und Religion entwickelte.
Mitte der 1970er Jahre landete eine deutsche Pfadfindergruppe auf der Suche nach einer Übernachtungsmöglichkeit bei ihm. Zunächst wenig erfreut von dem ungeladenen Besuch, nahm Schwersenz diese Jugendlichen als „andere Deutsche“ wahr. In der Folge besuchten ihn immer wieder deutsche Pfadfinder- und Jugendgruppen. 1979 reiste er auf Einladung der Stadt Berlin nach Berlin und hielt dort Vorträge an Schulen. Danach begann seine Vortragstätigkeit an weiteren deutschen Schulen. Die Verbundenheit mit Deutschland, der „alten Heimat“, und der deutschen Sprache und Kultur ließen ihn nach Deutschland zurückkehren. Ab 1991 lebte Jizchak Schwersenz wieder in Berlin und engagierte sich mit Vorträgen und in Schulen als Zeitzeuge.
Am 1. Juni 2005 starb Schwersenz in Berlin. Zu seiner Beerdigung kamen zahlreiche Pfadfinderinnen und Pfadfinder aus ganz Deutschland.
Er war Ehrenmitglied des Vereins „Hand in Hand International“. Die christlichen Pfadfinder des VCPs in Reutlingen benannten 2002 ihren Stamm in „Stamm Jizchak Schwersenz“ um.

## Schriften
- Jizchak Schwersenz, Edith Wolff, Shaul Esh: Jüdische Jugend im Untergrund. Eine zionistische Gruppe in Deutschland während des Zweiten Weltkrieges, Meir and Shem-Tov Printing Press, Tel-Aviv, 1969(?).
- Die versteckte Gruppe. Ein jüdischer Lehrer erinnert sich an Deutschland. Berlin 1994. 4. üb. Aufl., Wichern, Berlin 2000, ISBN 3-88981-122-1
- Flucht aus Hohentwiel, in Ferdinand Kroh: David kämpft. Vom jüdischen Widerstand gegen Hitler. Rowohlt, Hamburg 1988, ISBN 3-499-15644-X, S. 126–142
- Moder-religiöse Erziehung, in: Lucie Schachne: Erziehung zum geistigen Widerstand: Das jüdische Landschulheim Herrlingen 1933–1939, dipa-Verlag, Frankfurt am Main 1986, ISBN 3-7638-0509-5, S. 119–120.

## Film
- Von Singen in die Schweiz – die Rekonstruktion der Flucht von Jizchak Schwersenz, ein Film von Alexander Krause und Peter Peters, Deutschland 1987.
- Should I stay or should I go? Jizchak Schwersenz, ein Film von Andrea Schmeltzer und Christian Gramstadt, Deutschland 1991.